# Das Testament (Kienzl)
Das Testament ist eine 1916 an der Volksoper in Wien uraufgeführte musikalische Komödie in zwei Aufzügen von Wilhelm Kienzl, der auch das Libretto (nach Motiven von Peter Rosegger) schrieb.
Zunächst ein großer Erfolg, wurde die Oper 1927 zuletzt aufgeführt und erst 2007 anlässlich des 150. Geburtstags des Komponisten neu entdeckt und am Landestheater Linz unter der Regie von Andreas Baesler und im Bühnenbild von Harald Thor aufgeführt.